# Illegal (bài hát)
"Illegal" là bài hát thứ ba và cuối cùng được chuyển thể thành đĩa đơn từ album phòng thu thứ năm của Shakira, Oral Fixation, Vol. 2, sau Don't Bother và Hips Don't Lie.